# Мкртчян, Сергей Седракович
Сергей Седракович Мкртчян (арм. Սերգեյ Սեդրակի Մկրտչյան; 1911—1974) — советский геолог, академик АН Армянской ССР (1956). Специалист по стратиграфии, тектонике, региональной геологии, геологии рудных месторождений и металлогения Армении. Лауреат Сталинской премии (1950), Заслуженный деятель науки и техники Армянской ССР (1961), заслуженный геолог Армянской ССР.

## Биография
Родился 24 августа (6 сентября) 1911 года в городе Ашхабад в семье бухгалтера.
- Отец — Седрак Аветисович Мкртчян (род. 1884), в 1949 году был бухгалтером Министерства торговли Армянской ССР, в августе 1954 года вышел на пенсию.
- Мать — домохозяйка, скончалась в 1920 году[3].

В 1928—1932 годах окончил Азербайджанский политехнический институт в городе Баку, со званием горного инженера.
В 1932—1947 годах работал в геологоразведочных партиях, в 1943—1947 — главный инженер Армянского геологического управления. Произвёл подсчёт запасов араратских травертинов, мрамора и серного колчедана — важного сырья для производства синтетического каучука.
С 1935 года преподавал в Ереванском государственном университете, с 1955 года — профессор по специальности «полезные ископаемые». Читал лекции по исторической геологии.
С 1935 года изучает стратиграфию района Зангезур, где на месте закартированного мелового периода открывает отложения нижнего и среднего палеозоя.
В 1946 году защитил в Москве кандидатскую диссертацию.
С 1947 года работал в Институте геологических наук АН Армянской ССР (ИГН АН Арм. ССР):
- 1947—1950 — начальник экспедиции, заведующий сектором полезных ископаемых. Возглавил изучение и оценку Каджаранского медно-молибденового месторождения
- Директор Института геологических наук АН Армянской ССР:
  - 1950—1963
  - 1971—1974

В декабре 1953 года в Ленинграде во ВСЕГЕИ защитил диссертацию на степень доктора геолого-минералогических наук.
В Академии наук Армянской ССР:
- 1956 — Академик АН Арм. ССР
- 1961—1967 — Академик-секреть
- 1967—1971 — Вице-президент
- 1961—1971 — член Президиума.

Главный редактор академического 10-томного издания «Геология Армении» (издавалось Издательством АН Арм. ССР с 1961 года).
Его исследования, главным образом, относились к региональной геологии и металлогении. Они способствовали выявлению закономерности в распределении медно-молибденового и медно-колчеданного оруденения на Малом Кавказе и разведке Каджаранского медно-молибденового месторождения.
Участвовал в работе нескольких сессий Международного геологического конгресса: 22 (1964, Дели), 23 (1968, Прага), 24 (1972, Монреаль). Был на 9 Конгрессе Карпато-Балканской геологической ассоциация (Будапешт, 1969), 1 и 3 Сессиях Международной комиссии по истории геологических наук (Ереван, 1967; Фрайберг, 1970) и других.
26 августа 1974 года скоропостижно скончался в Ереване.

## Награды, звания и премии
- 1944 — Орден Красной Звезды, за снабжение промышленности запасами стратегического минерального сырья.
- 1945 — Медаль «За оборону Кавказа»
- 1945 — Медаль «За доблестный труд в Великой Отечественной войне 1941—1945 гг.»
- 1950 — Сталинская премия 2 степени, за открытие и изучение редких металлов Армянской ССР.
- 1952 — Орден «Знак Почёта»
- 1955 — Орден Трудового Красного Знамени (4.01.1955)
- 1961 — Заслуженный деятель науки и техники Армянской ССР
- 1970 — Орден Ленина
- 1970 — Медаль «В ознаменование 100-летия со дня рождения Владимира Ильича Ленина»
- Заслуженный геолог Армянской ССР[7]

## Членство в организациях
- 1944 — Член КПСС.
- Возглавлял Общество охраны природы.